# Mszanowo
Mszanowo – wieś w Polsce położona w województwie warmińsko-mazurskim, w powiecie nowomiejskim, w gminie Nowe Miasto Lubawskie. 
W latach 1975–1998 miejscowość administracyjnie należała do województwa toruńskiego. 
Miejscowość jest od 1996 roku siedzibą gminy Nowe Miasto Lubawskie. We wsi znajduje się zespół podworski z końca XIX w., z dworem murowanym, gorzelnią i reliktami parku. Mieści się tu prywatna klinika medyczna. Kiedyś funkcjonował tu również zakład przemysłowy Humdrex, obecnie nieistniejący.